# Johannes Kirisits
Johannes Kirisits (* 8. November 1985 in Sankt Veit an der Glan) ist ein ehemaliger österreichischer Eishockeyspieler, der seine gesamte Karriere beim EC KAC in der Österreichischen Eishockey-Liga verbracht hat. 2014 beendete er seine Profikarriere endgültig, nachdem er zwei Krebserkrankungen überstanden hatte.

## Karriere
Kirists verbrachte seine Jugendjahre in den Nachwuchsmannschaften des EC KAC. Sein Debüt in der Kampfmannschaft des EC KAC feierte er in der Saison 2001/02 unter Trainer Lars Bergström. Einen Rückschlag erfuhr seine Karriere im Jahr 2004, als bei ihm Schilddrüsenkrebs diagnostiziert wurde. In der Saison 2004/05 zeigten Team und Fans Solidarität und trugen seine Rückennummer 13 auf der Brust des Jerseys. Kirisits besiegte die Krankheit und kehrte bereits in der folgenden Spielzeit in den Kader der Kampfmannschaft zurück. Seither galt er als Stammspieler.
In der Saison 2007/08 gewann Johannes Kirisits die Wahl zum EBEL-YoungStar des Jahres vor Lukas Friedl (EC Red Bull Salzburg) und Christoph Ibounig (EC KAC). 2013 erkrankte er erneut an Leukämie und verpasste daher die gesamte Saison 2013/14. Anschließend beendete er seine Profi-Karriere und nahm ein Studium des Bauingenieurwesens an der Fachhochschule Kärnten auf. Parallel spielt er in der vierthöchsten (Amateur-)Liga für den EC Althofen, einen Klub in der Nähe seines Heimatortes. 

### International
Im Juniorenbereich nahm Kirisits für Österreich an den U18-Weltmeisterschaften bereits als 15-Jähriger 2001 und außerdem 2002 und 2003 sowie an der U20-Weltmeisterschaft 2003 jeweils in der Division I teil. 2004 spielte er bei der österreichischen U20 in der Top-Division.
Sein Debüt in der Herren-Auswahl des Alpenlandes gab er am 7. November 2003 – einen Tag vor seinem 18. Geburtstag – beim 1:1-Unentschieden gegen Italien im französischen Briançon. Auch aufgrund seiner Krebserkrankung wurde er jedoch erstmals 2010 bei einer Weltmeisterschaft eingesetzt und stieg mit seiner Mannschaft aus der Division I in die Top-Division I auf. Eine Leistung, die er 2012 – die Österreicher waren zwischenzeitlich ohne ihn wieder abgestiegen – wiederholen konnte.

## Erfolge und Auszeichnungen
- 2003 Aufstieg in die Top-Division bei der U20-Junioren-Weltmeisterschaft der Division I, Gruppe B
- 2004 Österreichischer Meister mit dem EC KAC
- 2008 EBEL-YoungStar der Saison 2007/08
- 2009 Österreichischer Meister mit dem EC KAC
- 2009 Kärntner Eishockey Superstar des Jahres
- 2010 Aufstieg in die Top-Division bei der Weltmeisterschaft der Division I, Gruppe A
- 2012 Aufstieg in die Top-Division bei der Weltmeisterschaft der Division I, Gruppe A
- 2013 Österreichischer Meister mit dem EC KAC

## Karrierestatistik

### International
(Legende zur Spielerstatistik: Sp oder GP = absolvierte Spiele; T oder G = erzielte Tore; V oder A = erzielte Assists; Pkt oder Pts = erzielte Scorerpunkte; SM oder PIM = erhaltene Strafminuten; +/− = Plus/Minus-Bilanz; PP = erzielte Überzahltore; SH = erzielte Unterzahltore; GW = erzielte Siegtore; 1 Play-downs/Relegation; Kursiv: Statistik nicht vollständig)